# آیفر تونچ

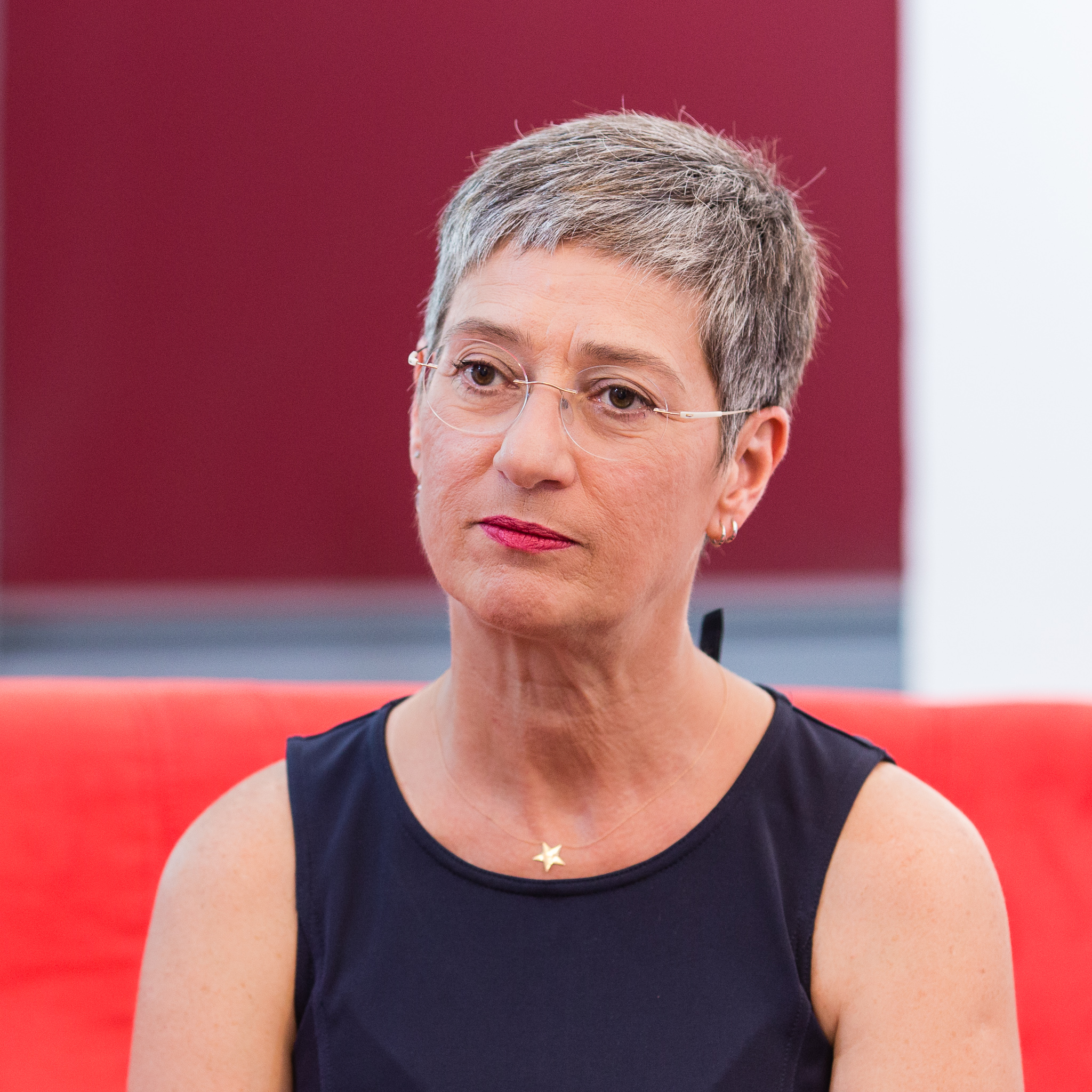
آیفر تونچ، سال ۲۰۱۸

آیفر تونچ (ترکی استانبولی: Ayfer Tunç) (زاده ۱۹۶۴ در آداپازاری)، نویسنده‌ی زن ترک معاصر است. 
تونچ فارغ‌التحصیل دانشکده علوم سیاسی دانشگاه استانبول است و در طول سال‌های دانشگاه، او مقالات بسیاری برای مجلات ادبی، فرهنگی و هنری مختلف نوشته است. در سال ۱۹۸۹، او در مسابقه داستان کوتاه یونس نادی که روزنامه‌ی جمهوریت برگزارکننده‌ی آن بود، شرکت کرد و داستان کوتاه او با عنوان Saklı (پنهان) جایزه اول را دریافت کرد. بین سال های ۱۹۹۹ تا ۲۰۰۴، تونچ به عنوان سردبیر اصلی انتشارات یاپی کردی مشغول به کار شد. کتاب او تحت عنوان Maniniz Yoksa Annemler Size Gelecek-70'li Yıllarda Hayatımız (پدر و مادرم به تو سرخواهند زد اگر اشغال نشده باشی - زندگی ما در دهه‌ی ۷۰) در سال ۲۰۰۱منتشر شد که با استقبال زیادی همراه بود. در سال ۲۰۰۳، همین کتاب برنده‌ی جایزه بین‌المللی بالکانیکا شد که توسط هفت کشور حوزه‌ی بالکان برگزار می‌شود و به شش زبان بالکان نیز ترجمه شد. همچنین کتاب به زبان عربی در سوریه و لبنان نیز منتشر شده است. 
داستان سرگذشت عزیز بیک، در ایران، توسط مژگان دولت‌آبادی در سال ۱۳۹۷ ترجمه و منتشر شد. 

## آثار

### رمانها
- دختر روی جلد (رمان) ۱۹۹۲

### داستان‌های کوتاه
- پنهان (داستان) ۱۹۸۹
- دوستان غار (داستان) ۱۹۹۶
- سرگذشت عزیز بیک (داستان) ۲۰۰۰ (ترجمه‌ی مژگان دولت‌آبادی، انتشارات شورآفرین)
- سنگ - کاغذ - قیچی (داستان) ۲۰۰۳
- هتل اوول (داستان) ۲۰۰۶

### دیگران آثار
- جنسیت دوسویه (پژوهشی) - ۱۹۹۴
- پدر و مادرم به تو سرخواهند زد اگر اشغال نشده باشی (زندگی) - ۲۰۰۱
- "آنچه زندگی می‌خوانندش" (زندگی) - ۲۰۰۷

## همچنین نگاه کنید
- ادبیات ترکیه